# 韓太舜
韓 太舜（はん てすん、朝: 한태순, 1941年 - ）は、在日韓国・朝鮮人の情報学者。電気通信大学名誉教授。

## 経歴
1941年、群馬県桐生市生まれ。群馬県立桐生高等学校、東京大学工学部応用物理学科を卒業（数理工学専修）。1971年、東京大学大学院工学系研究科博士課程を修了、工学博士号を取得。
1972年、東京大学助教授に就任。1983年に教授昇進。1993年より電気通信大学教授。定年退官後、同大学の名誉教授となった。1990年にIEEEフェローに就任。

## 受賞・栄典
- 2010年：クロード・E・シャノン賞を受賞した[2]。